# Mafia (álbum de Black Label Society)
Mafia es el sexto álbum de estudio del grupo de heavy metal Black Label Society, lanzado al mercado en el año 2005 por Artemis Music. Es uno de los lanzamientos de mayor éxito comercial de la banda vendiendo más de 250.000 copias en los EE. UU. La canción "In This River" fue escrita antes de la muerte de Dimebag Darrell, íntimo amigo de Zakk Wylde, pero desde entonces se ha dedicado a él. 

## Lista de canciones
Todas las canciones compuestas por Zakk Wylde, excepto donde se indique lo contrario. 
1. "Fire It Up" – 5:01
2. "What's in You" – 3:00
3. "Suicide Messiah" – 5:47
4. "Forever Down" – 3:39
5. "In This River" – 3:52
6. "You Must Be Blind" – 3:27
7. "Death March" – 3:05
8. "Dr. Octavia" – 0:50
9. "Say What You Will" – 3:46
10. "Too Tough to Die" – 2:50
11. "Electric Hellfire" – 2:28
12. "Spread Your Wings" – 4:09
13. "Been a Long Time" – 3:07
14. "Dirt on the Grave" – 2:51
15. "I Never Dreamed" (Lynyrd Skynyrd cover) – 6:08

## Miembros
- Zakk Wylde - Guitarra eléctrica, acústica, teclados, voz, productor ejecutivo,
- Nick Catanese - Guitarra rítmica, coros
- James LoMenzo - Bajo, coros
- Craig Nunenmacher - Batería

## Posicionamiento

### Álbum
Billboard (Norteamérica)
| Año  | Lista                  | Posición |
| ---- | ---------------------- | -------- |
| 2005 | Billboard 200          | 15       |
| 2005 | Top Independent Albums | 1        |
| 2005 | Top Internet Albums    | 15       |

### Sencillos
Billboard (Norteamérica)
| Año  | Sencillo          | Lista                  | Posición |
| ---- | ----------------- | ---------------------- | -------- |
| 2005 | "Suicide Messiah" | Mainstream Rock Tracks | #24      |
| 2005 | "Fire It Up"      | Mainstream Rock Tracks | #35      |
| 2005 | "In This River"   | Mainstream Rock Tracks | #32      |